# Eleições parlamentares europeias de 2004 no distrito de Viana do Castelo
| Eleições parlamentares europeias de 2004 em Portugal Distritos: Aveiro \| Beja \| Braga \| Bragança \| Castelo Branco \| Coimbra \| Évora \| Faro \| Guarda \| Leiria \| Lisboa \| Portalegre \| Porto \| Santarém \| Setúbal \| Viana do Castelo \| Vila Real \| Viseu \| Açores \| Madeira \| Estrangeiro |

## Resultados por Concelho
Os resultados nos concelhos do Distrito de Viana do Castelo foram os seguintes:

### Arcos de Valdevez
| Partido                 | Partido                        | Votos  | %               | +/-  |
| ----------------------- | ------------------------------ | ------ | --------------- | ---- |
|                         | Força Portugal                 | 3 921  | 50,37 / 100,00  | 6,23 |
|                         | Partido Socialista             | 2 782  | 35,74 / 100,00  | 0,03 |
|                         | Coligação Democrática Unitária | 149    | 1,91 / 100,00   | 0,42 |
|                         | Bloco de Esquerda              | 132    | 1,70 / 100,00   | 1,13 |
|                         | Partido da Nova Democracia     | 120    | 1,54 / 100,00   | Novo |
|                         | Partido Humanista              | 99     | 1,27 / 100,00   | Novo |
|                         | Outros                         | 286    | 3,66 / 100,00   |      |
| Votos Inválidos         | Votos Inválidos                | 295    | 3,79 / 100,00   | 1,60 |
| Total                   | Total                          | 7 784  | 100,00 / 100,00 |      |
| Eleitorado/Participação | Eleitorado/Participação        | 25 940 | 30,01 / 100,00  | 4,72 |

### Caminha
| Partido                 | Partido                                         | Votos  | %               | +/-     |
| ----------------------- | ----------------------------------------------- | ------ | --------------- | ------- |
|                         | Partido Socialista                              | 3 124  | 49,53 / 100,00  | 2,74    |
|                         | Força Portugal                                  | 2 008  | 31,84 / 100,00  | 6,16    |
|                         | Coligação Democrática Unitária                  | 383    | 6,07 / 100,00   | 1,89    |
|                         | Bloco de Esquerda                               | 264    | 4,19 / 100,00   | 2,90    |
|                         | Partido da Nova Democracia                      | 89     | 1,41 / 100,00   | Novo    |
|                         | Partido Comunista dos Trabalhadores Portugueses | 67     | 1,06 / 100,00   | Estável |
|                         | Outros                                          | 150    | 2,38 / 100,00   |         |
| Votos Inválidos         | Votos Inválidos                                 | 222    | 3,52 / 100,00   | 0,28    |
| Total                   | Total                                           | 6 307  | 100,00 / 100,00 |         |
| Eleitorado/Participação | Eleitorado/Participação                         | 15 065 | 41,87 / 100,00  | 2,61    |

### Melgaço
| Partido                 | Partido                        | Votos  | %               | +/-  |
| ----------------------- | ------------------------------ | ------ | --------------- | ---- |
|                         | Partido Socialista             | 1 540  | 51,96 / 100,00  | 0,84 |
|                         | Força Portugal                 | 1 072  | 36,17 / 100,00  | 3,33 |
|                         | Bloco de Esquerda              | 76     | 2,56 / 100,00   | 2,04 |
|                         | Coligação Democrática Unitária | 40     | 1,35 / 100,00   | 0,68 |
|                         | Outros                         | 124    | 4,17 / 100,00   |      |
| Votos Inválidos         | Votos Inválidos                | 112    | 3,78 / 100,00   | 0,95 |
| Total                   | Total                          | 2 964  | 100,00 / 100,00 |      |
| Eleitorado/Participação | Eleitorado/Participação        | 10 496 | 28,24 / 100,00  | 5,36 |

### Monção
| Partido                 | Partido                        | Votos  | %               | +/-   |
| ----------------------- | ------------------------------ | ------ | --------------- | ----- |
|                         | Partido Socialista             | 2 427  | 44,59 / 100,00  | 5,00  |
|                         | Força Portugal                 | 2 353  | 43,23 / 100,00  | 10,13 |
|                         | Bloco de Esquerda              | 141    | 2,59 / 100,00   | 1,82  |
|                         | Coligação Democrática Unitária | 106    | 1,95 / 100,00   | 0,15  |
|                         | Partido da Nova Democracia     | 66     | 1,21 / 100,00   | Novo  |
|                         | Outros                         | 171    | 3,14 / 100,00   |       |
| Votos Inválidos         | Votos Inválidos                | 179    | 3,29 / 100,00   | 1,11  |
| Total                   | Total                          | 5 443  | 100,00 / 100,00 |       |
| Eleitorado/Participação | Eleitorado/Participação        | 20 291 | 26,82 / 100,00  | 5,68  |

### Paredes de Coura
| Partido                 | Partido                                         | Votos | %               | +/-  |
| ----------------------- | ----------------------------------------------- | ----- | --------------- | ---- |
|                         | Partido Socialista                              | 1 406 | 53,48 / 100,00  | 0,18 |
|                         | Força Portugal                                  | 810   | 30,81 / 100,00  | 5,23 |
|                         | Bloco de Esquerda                               | 94    | 3,58 / 100,00   | 2,55 |
|                         | Coligação Democrática Unitária                  | 86    | 3,27 / 100,00   | 0,29 |
|                         | Partido Comunista dos Trabalhadores Portugueses | 33    | 1,26 / 100,00   | 0,47 |
|                         | Partido da Nova Democracia                      | 29    | 1,10 / 100,00   | Novo |
|                         | Outros                                          | 90    | 3,43 / 100,00   |      |
| Votos Inválidos         | Votos Inválidos                                 | 81    | 3,08 / 100,00   | 0,59 |
| Total                   | Total                                           | 2 629 | 100,00 / 100,00 |      |
| Eleitorado/Participação | Eleitorado/Participação                         | 9 224 | 28,50 / 100,00  | 6,86 |

### Ponte da Barca
| Partido                 | Partido                        | Votos  | %               | +/-  |
| ----------------------- | ------------------------------ | ------ | --------------- | ---- |
|                         | Partido Socialista             | 1 827  | 45,00 / 100,00  | 3,16 |
|                         | Força Portugal                 | 1 802  | 44,38 / 100,00  | 7,75 |
|                         | Coligação Democrática Unitária | 98     | 2,41 / 100,00   | 0,23 |
|                         | Bloco de Esquerda              | 77     | 1,90 / 100,00   | 1,18 |
|                         | Outros                         | 168    | 4,15 / 100,00   |      |
| Votos Inválidos         | Votos Inválidos                | 88     | 2,17 / 100,00   | 0,45 |
| Total                   | Total                          | 4 060  | 100,00 / 100,00 |      |
| Eleitorado/Participação | Eleitorado/Participação        | 12 340 | 32,90 / 100,00  | 9,49 |

### Ponte de Lima
| Partido                 | Partido                                         | Votos  | %               | +/-   |
| ----------------------- | ----------------------------------------------- | ------ | --------------- | ----- |
|                         | Força Portugal                                  | 8 093  | 52,74 / 100,00  | 13,59 |
|                         | Partido Socialista                              | 4 738  | 30,88 / 100,00  | 5,51  |
|                         | Coligação Democrática Unitária                  | 524    | 3,42 / 100,00   | 0,27  |
|                         | Bloco de Esquerda                               | 336    | 2,19 / 100,00   | 1,68  |
|                         | Partido da Nova Democracia                      | 320    | 2,09 / 100,00   | Novo  |
|                         | Partido Comunista dos Trabalhadores Portugueses | 157    | 1,02 / 100,00   | 0,58  |
|                         | Outros                                          | 511    | 3,33 / 100,00   |       |
| Votos Inválidos         | Votos Inválidos                                 | 665    | 4,33 / 100,00   | 1,61  |
| Total                   | Total                                           | 15 344 | 100,00 / 100,00 |       |
| Eleitorado/Participação | Eleitorado/Participação                         | 38 634 | 39,72 / 100,00  | 8,57  |

### Valença
| Partido                 | Partido                        | Votos  | %               | +/-  |
| ----------------------- | ------------------------------ | ------ | --------------- | ---- |
|                         | Força Portugal                 | 1 798  | 45,80 / 100,00  | 3,62 |
|                         | Partido Socialista             | 1 600  | 40,75 / 100,00  | 1,37 |
|                         | Coligação Democrática Unitária | 105    | 2,67 / 100,00   | 0,41 |
|                         | Bloco de Esquerda              | 73     | 1,86 / 100,00   | 1,51 |
|                         | Partido da Nova Democracia     | 47     | 1,20 / 100,00   | Novo |
|                         | Outros                         | 141    | 3,60 / 100,00   |      |
| Votos Inválidos         | Votos Inválidos                | 162    | 4,13 / 100,00   | 1,00 |
| Total                   | Total                          | 3 926  | 100,00 / 100,00 |      |
| Eleitorado/Participação | Eleitorado/Participação        | 12 729 | 30,84 / 100,00  | 7,18 |

### Viana do Castelo
| Partido                 | Partido                                         | Votos  | %               | +/-  |
| ----------------------- | ----------------------------------------------- | ------ | --------------- | ---- |
|                         | Partido Socialista                              | 14 059 | 45,20 / 100,00  | 3,60 |
|                         | Força Portugal                                  | 10 155 | 32,65 / 100,00  | 8,61 |
|                         | Coligação Democrática Unitária                  | 2 570  | 8,26 / 100,00   | 1,84 |
|                         | Bloco de Esquerda                               | 1 612  | 5,18 / 100,00   | 3,46 |
|                         | Partido da Nova Democracia                      | 362    | 1,16 / 100,00   | Novo |
|                         | Partido Comunista dos Trabalhadores Portugueses | 327    | 1,05 / 100,00   | 0,19 |
|                         | Outros                                          | 732    | 2,35 / 100,00   |      |
| Votos Inválidos         | Votos Inválidos                                 | 1 289  | 4,14 / 100,00   | 1,11 |
| Total                   | Total                                           | 31 106 | 100,00 / 100,00 |      |
| Eleitorado/Participação | Eleitorado/Participação                         | 77 572 | 40,10 / 100,00  | 1,21 |

### Vila Nova de Cerveira
| Partido                 | Partido                        | Votos | %               | +/-  |
| ----------------------- | ------------------------------ | ----- | --------------- | ---- |
|                         | Partido Socialista             | 1 547 | 50,11 / 100,00  | 1,64 |
|                         | Força Portugal                 | 1 146 | 37,12 / 100,00  | 5,06 |
|                         | Coligação Democrática Unitária | 79    | 2,56 / 100,00   | 0,86 |
|                         | Bloco de Esquerda              | 69    | 2,24 / 100,00   | 1,43 |
|                         | Partido da Nova Democracia     | 37    | 1,20 / 100,00   | Novo |
|                         | Outros                         | 87    | 2,81 / 100,00   |      |
| Votos Inválidos         | Votos Inválidos                | 122   | 3,95 / 100,00   | 0,86 |
| Total                   | Total                          | 3 087 | 100,00 / 100,00 |      |
| Eleitorado/Participação | Eleitorado/Participação        | 8 195 | 37,67 / 100,00  | 7,70 |